# Італійські радикали
Італійські радикали (італ. Radicali Italiani) — італійська політична партія, яка дотримується ідеології лібертаріанства. Заснована 14 липня 2001. Є повноправним членом Ліберального інтернаціоналу і Альянсу лібералів і демократів за Європу.
З квітня 2013 один з лідерів партії Емма Боніно була обрана міністром закордонних справ в уряді Енріко Летта.